# باري دينن
باري دينن (بالإنجليزية: Barry Dennen)‏ (مواليد 22 فبراير 1938 في شيكاغو - 26 سبتمبر 2017)، هو ممثل وكاتب سيناريو ومغني أمريكي بدأ مسيرته الفنية سنة 1968. اشتهر بتمثيله دور بيلاطس البنطي في النسخة الأصلية لفيلم يسوع المسيح سوبر ستار.

## أفلامه
- عازف الكمان على السقف (1971)
- يسوع المسيح نجم النجوم (1973)
- البريق (1980)
- كريستال الظلام (1982)
- سوبرمان 3 (1983)
- تيتانيك (1997)

## وصلات خارجية
- باري دينن على موقع IMDb (الإنجليزية)
- باري دينن على موقع روتن توميتوز (الإنجليزية)
- باري دينن على موقع ألو سيني (الفرنسية)
- باري دينن على موقع ميوزك برينز (الإنجليزية)
- باري دينن على موقع تيرنر كلاسيك موفيز (الإنجليزية)
- باري دينن على موقع أول موفي (الإنجليزية)
- باري دينن على موقع قاعدة بيانات برودواي على الإنترنت (الإنجليزية)
- باري دينن على موقع قاعدة بيانات الأفلام السويدية (السويدية)
- باري دينن على موقع قاعدة بيانات الفيلم (الإنجليزية)
- باري دينن على موقع كينوبويسك (الروسية)